# كهف ليختنشتاين
كهف ليختنشتاين هو كهف اكتشف في عام 1972، هو موقع كهف أثري بالقرب من دورستي، سكسونيا السفلى، ألمانيا بطول 115 متر (377 قدمًا).

## وصلات خارجية
- Lichtenstein Cave Data Analysis. D. Schweitzer, Ph.D.
- Two Germans Share World's Longest Family Tree
- Human sacrifice was rarer than thought